# خسروفیروز
خسرو فیروز پادشاه جستانی بود که در سال ۹۱۹ میلادی، مدت کوتاهی سلطنت کرد. وی برادر و جانشین علی دیلمی بود. خسروفیروز قبل از آنکه حاکم جستانیان شود، به برادرش علی، در قتل برادرشان جستان سوم کمک کرد. سپس علی به عنوان حاکم جدید جستانیان تاج‌گذاری کرد، اما اندکی پس از آن توسط محمد بن مسافر، حاکم سلاری، که داماد جستان بود، کشته شد. پس از آن خسروفیروز به عنوان حاکم جستانیان جانشین وی شد، اما او نیز توسط محمد بن مسافر نیز کشته شد. پس از وی، پسرش سیاه‌چشم جانشین وی شد. البته بعدتر سياه‌چشم نیز توسط محمد بن مسافر کشته شد و بدین‌ترتیب دودمان سلاری جستانیان را کنار زد.